# Gaylussacia caratuvensis
Gaylussacia caratuvensis är en ljungväxtart som beskrevs av R.R. Silva och A.C. Cervi. Gaylussacia caratuvensis ingår i släktet Gaylussacia och familjen ljungväxter. Inga underarter finns listade i Catalogue of Life.